# Port Lincoln

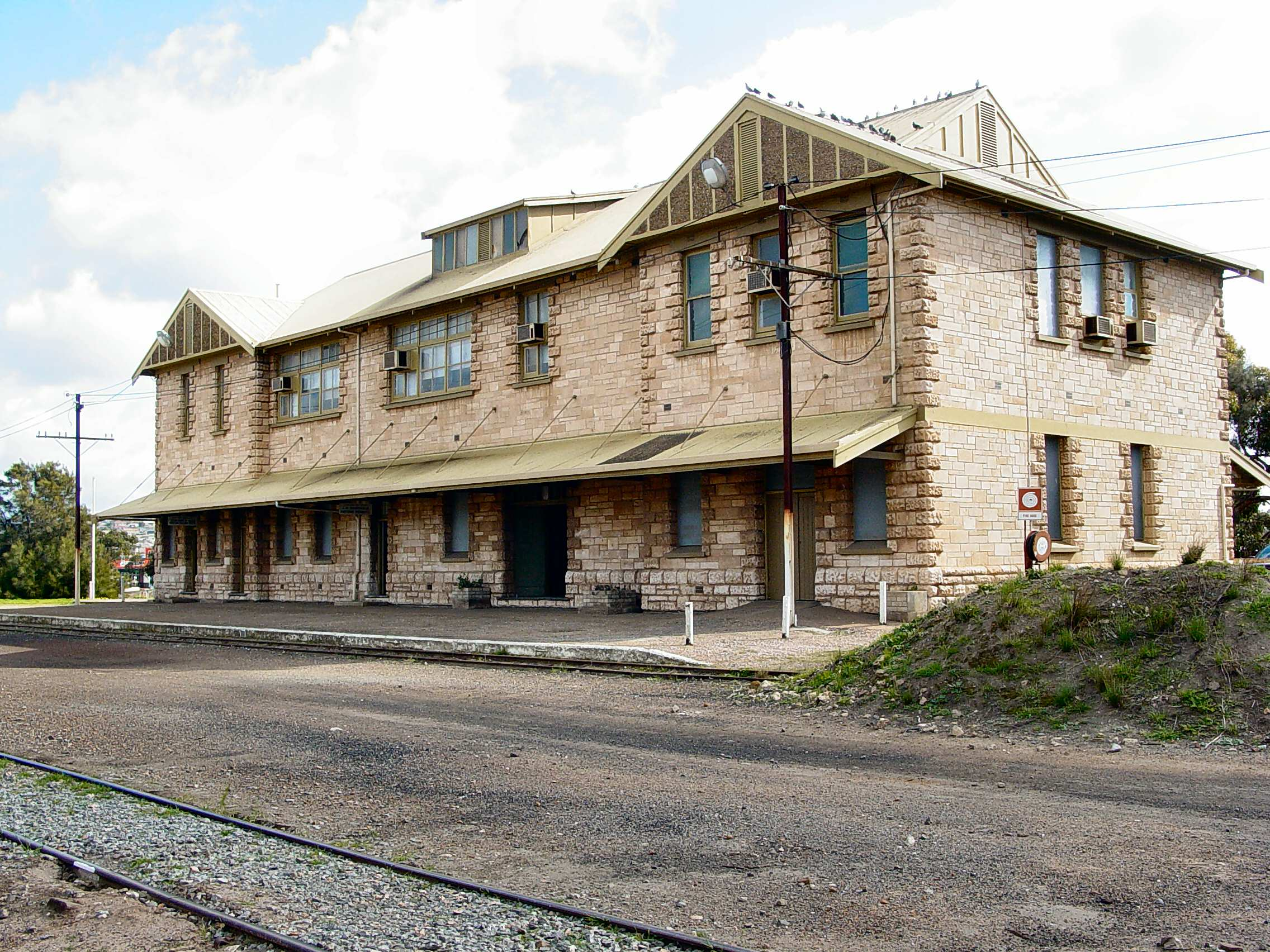
Railway Station

Port Lincoln là một thành phố ở miền nam Úc. Nó là một thành phố ven biển nằm trên vịnh Boston ở cực nam của bán đảo Eyre. Đây là thành phố lớn nhất ở khu vực bờ biển phía Tây, cách thành phố Adelaide 648 km và cách Sydney 1900 km đường bộ.Nếu bay từ sân bay Adelaide đến Port Lincoln thì mất khoảng 30 phút,còn đi bằng xe bus từ Adelaide thì mất 8 giờ.Port Lincoln có nhiều vịnh và hơn 40 hòn đảo.

## Lịch sử
Tên gốc là Galinyala. Nơi đây là vùng đất của bộ tộc Bangrla (Parnkalla; người bản địa nước Úc) và được Thuyền trưởng Matthew Flinders phát hiện vào năm 1802. Và được ông đặt tên là Port Lincoln. Mãi đến năm 1936 thì người da trắng mới đến định cư chính thức. 
Port Lincoln từng được dự định làm thủ đô nhưng đã bị Colonel Light từ chối, có lẽ do khu vực này thiếu nguồn cung cấp nước ngọt.

## Khí hậu
Mùa hè từ Tháng Mười Hai-Tháng Hai: nhiệt độ cao nhất 25 °C, thấp nhất 16 °C.
Mùa thu từ tháng ba-tháng năm: nhiệt độ cao nhất 21 °C, thấp nhất: 13 °C.
Mùa đông từ tháng sáu-tháng tám: nhiệt độ cao nhất 16 °C, thấp nhất: 9 °C.
Mùa xuân từ tháng chín-tháng mười một: nhiệt độ cao nhất 20 °C, thấp nhất:11 °C.
Hàng tháng lượng mưa trung bình:
Mùa hè - 16mm.
Mùa thu - 36mm.
Mùa đông - 38mm.
Mùa xuân- 73mm.

## Dân số
Port Lincoln có dân số khoảng 14.300 (thống kê dân số vào 2006). Có khoảng 3528 gia đình, số người ở độ tuổi lao động khoảng: 6.439 người.

## Kinh tế
Port Lincoln có lẽ là trung tâm nông nghiệp và đánh kết hợp đánh bắt thủy sản lớn nhất của quốc gia.
Nông nghiệp là chủ yếu: trồng ngũ cốc bao gồm lúa mì, yến mạch, lúa mạch, cải dầu.
Các ngành công nghiệp chính của Port Lincoln bao gồm sản xuất len, cừu và thịt bò.
Ngành thủy sản mới được phát triển mạnh các nguồn khai thác là cá ngừ, tôm, tôm hùm, bào ngư và quy mô đánh bắt cá rất lớn.

## Du lịch
Du lịch ngày càng phát triển. Port Lincoln có nhiều vịnh đẹp và hơn 40 hòn đảo. Nên lặn biển, câu cá, du thuyền được mọi người ưa thích và nơi đây có thể coi là thiên đường hải sản.
Thành phố có sân bay Port Lincoln là sân bay bận rộn thứ nhì Nam Úc.